# Basilika St. Lucia (Timotes)

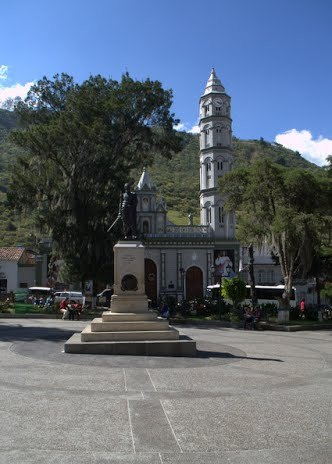
Basilika vom Plaza Bolivar aus

Die Basilika St. Lucia (spanisch Basílica de Santa Lucía) ist eine römisch-katholische Kirche in Timotes im venezolanischen Bundesstaat Merida. Die Kirche in den Anden gehört zum Erzbistum Mérida und trägt das Patronat der hl. Lucia von Syrakus.

## Geschichte
Die dreischiffige Kirche wurde 1911 mittig im Ort an der Plaza Bolivar fertiggestellt. Auf der rechten Seite der Fassade erhebt sich der Glockenturm. Bedeutend ist der 1915 fertiggestellte Hochaltar.
1997 wurde eine große Restaurierung begonnen. Diese war durch die gute Zusammenarbeit der Gemeinde so erfolgreich, dass Erzbischof Baltazar Porras im März 2002 beim Vatikan um den Rang einer Basilica minor nachsuchte, wobei er vom Arbeitskomitee in Timotes und vom heutigen Kurienkardinal Leonardo Sandri als Substitut des Staatssekretariates des Heiligen Stuhls unterstützt wurde. Bereits im November desselben Jahres wurde die ungewöhnlich schnelle Erhebung unter Papst Johannes Paul II. beschlossen. Am 24. Mai 2003 leitete der Erzbischof Baltazar Porras die feierliche Zeremonie zur Verleihung.